# Vatenbom

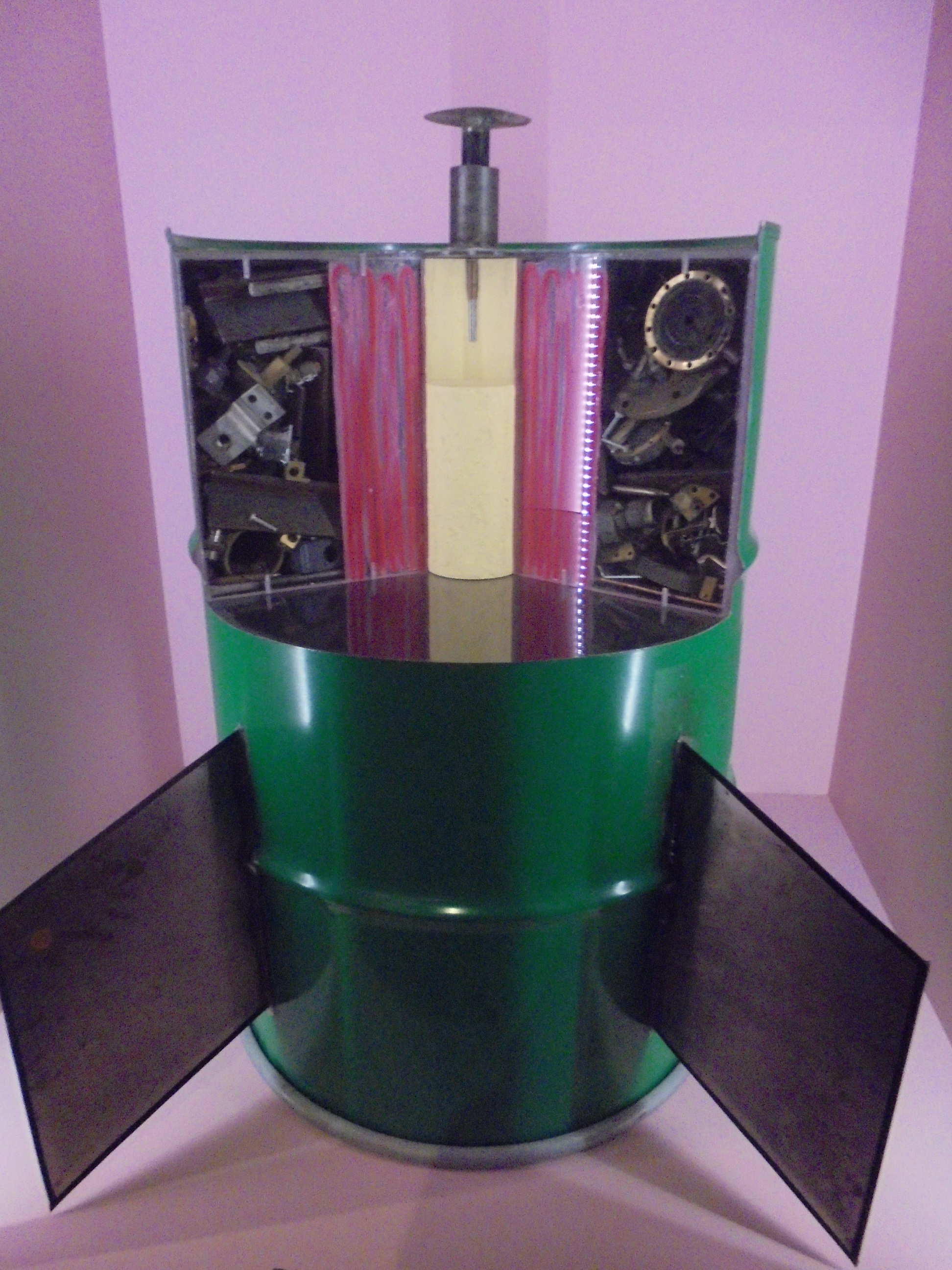
Replica van een vatenbom in het Imperial War Museum te Londen.

Een vatenbom of vatbom (Engels: barrel bomb) is een geïmproviseerde bom. Een vatenbom is relatief gemakkelijk te maken door een olievat of ander groot vat te vullen met een mengsel van explosieven, shrapnel, olie en/of chemische wapens. Het gebruik van zo'n ongeleide of “domme” bom is niet zo simpel en vraagt meestal de inzet van een helikopter of vliegtuig.
Vanwege de zware explosiekracht, grote onnauwkeurigheid en het gebruik in woonwijken hebben deze bombardementen een verwoestend effect. Volgens critici zijn het terreurwapens die illegaal zijn volgens internationale conventies.
Vatenbommen kwamen wereldwijd in het nieuws door het gebruik ervan in de Syrische Burgeroorlog. Ze bestonden echter al langer en werden voor het eerst toegepast door het Israëlische leger in 1948. Ook in de Vietnamoorlog zijn ze gebruikt en later nog in Sri Lanka, Kroatië, Soedan en Irak.